# Malik Muizz al-Din
Màlik Muïzz-ad-Din Husayn fou màlik de la dinastia Kart d'Herat.
Va substituir en el tron al seu germà Màlik Hafiz, assassinat després d'uns dos anys de regnat (finals de 1331). Mu'īn al-Dīn Jāmī fou el seu visir des de 1334 o 1335; aquest darrer era erudit i savi a mes de ser el seu nebot i gendre i va exercir el càrrec 35 anys (amb dues interrupcions).
Abu-Saïd va morir el 1335 i el règim il-kànida va entrar en una ràpida descomposició. Més per aquesta descomposició que per una acció planificada la dinastia es va trobar independent, protegida al sud-oest pels muzaffàrides, independents de fet des del 1318 a Yadz i que amb la descomposició es van apoderar de Fars, i al nord-oest pels sarbadar de Sabzawar (entre Nixapur i Mazanderan). Va enviar ajut a Kutb al-Din de Kirman que havia estat expulsat de la seva capital pels muzaffàrides (Mubariz al-Din) però les seves foces foren derrotades; va enviar un segon exèrcit que fou assetjat a Kirman i obligat a rendir-se (finals del 1340)
Es va aliar a Togha Timur pretendent il-kànida (1338-1353) al que va reconèixer fins al 1349 i al que va pagar tribut. Els sarbadars de Sabzawar, enemics de Togha Timur, van envair els dominis dels kart i es va produir una batalla a Zava el 18 de juliol de 1342 on encara que la victòria inicial fou pels sarbadars, la seva desorganització va fer que finalment els kart sortissin vencedors. Va fracassar en el seu intent d'expandir-se cap al Kirman (1340) i com que va patir incursions des de Transoxiana va fer algunes campanyes contra el kanat de Txagatai, i entre els que van entrar al seu servei hi havia el jove Timur (Tamerlà).
Va consolidar i ampliar els seus dominis que s'estenien a Merv, Mashad, Herat i les muntanyes de l'Afganistan des dels límits meridionals a l'Hindu Kush. El 1349, al ja no pagar més el tribut al pretendent il-kànida van esdevenir oficialment independents i va quedar confirmat per la mort de Togha Timur el 1353 a mans dels sarbadar.
El 1351 una conspiració, aparentment amb suport de Qazaghan el beg Karauna de Txagatai, va posar al tron a Muhammad Bakir, germà de Muizz al-Din, però aquest va poder recobrar el poder. El visir Mu'in al-Din Jami va ser depostar i empresonat, però més tard alliberat i va recuperar el càrrec de visir (encara serà cessat una segona vegada i altre cop va recuperar el carrec que va exercir fins vers el 1380 ja amb el seguent malik).
Vers el 1358 el esmentat beg de txagatai Qazaghan (o Kazaghan) va envair el Khorasan i va saquejar Herat però a la tornada Kazaghan fou assassinat i Muizz al-Din va poder restablir el domini a Herat. El 1362 hi va haver lluites menors amb els sarbadars i poc després va acollir als dervixos que havien desertat el servei d'Ali al-Muayyid, cap dels sarbadars, que havia fet matar el seu cap. Poc després les relacions amb Tamerlà van esdevenir tenses quan es va fer una incursió al seu territori, i Tamerlà va enviar un emissari a Herat portant una advertència.
Muizz al-Din va morir el 1370 i va pujar llavors al tron el seu fill Malik Ghiyath al-Din Pir Ali. Un altre fill Muhammad era i va restar governador de Sarakhs.